# Nécropole mégalithique du Bosc
La nécropole mégalithique du Bosc est un ensemble de monuments mégalithiques situés à la limite entre les communes de Masquières et de Tournon-d'Agenais dans le département français de Lot-et-Garonne. L'ensemble est parfois improprement dénommé Alignements du Bosc alors qu'il ne s'agit pas d'un alignement mais d'un regroupement de constructions mégalithiques, essentiellement des allées funéraires, qui ne comporte aucun menhir.

## La nécropole
Ces édifices sont connus localement sous le nom de Toumbos dels Djayans (Tombeaux des Géants). Cette nécropole mégalithique, qui s'étend sur 300 mètres, est déjà signalée, en 1842, par A. Ducourneau dans La Guyenne historique et monumentale. Au cours du XIXe siècle, elle est aussi mentionnée par l'abbé Barrère, J.-B. Gassies et Georges Tholin. Ces monuments furent fouillés à de nombreuses reprises et l'on sait que le comte J. de Bonnal conservait dans sa collection privée plusieurs objets qui en provenaient (2 couteaux en silex, des flèches à pointe barbelée, une épingle en bois).
D'après les notes manuscrites de Georges Tholin, la nécropole comptait en 1877 cinq monuments. En 1958-1959, M. Humbert, R. Loubradou et M.-C. Cauvin ont étudié les deux édifices les mieux conservés. M. Humbert a proposé l'existence probable d'un sixième monument. D'après les observations in situ et les études antérieures, la nécropole était constituée de sept monuments distincts : trois allées funéraires, deux tumuli, un amas pierreux et un édifice disparu, uniquement mentionné sur un croquis de Georges Tholin.
L'ensemble du site est inscrit au titre des monuments historiques le 17 avril 1952.

### Les allées funéraires
La première allée funéraire s'étire sur 6,70 m de long pour 0,50 m à 1,10 m de large selon un axe nord-est/sud-ouest. Elle est constituée de huit orthostates. Le tumulus est encore en partie visible. Les fouilles de 1958-1959 y ont mis au jour cinq armatures tranchantes en silex, une canine de sanglier, huit dents d'animaux percées et des perles (six en test de coquillage, deux perles en os).
La seconde allée funéraire s'étend sur 6,50 m de long pour 0,85 m de large selon un axe sud-est/nord-ouest.  Le tumulus est très érodé. L'allée est constituée de cinq orthostates sur le côté gauche, deux sur le côté droit et d'une dernière au fond qui fait office de dalle de chevet. Encore visibles en 1877, deux orthostates du côté droit ont disparu depuis. Deux grandes dalles bout à bout reposent à plat au sol et en constituaient le pavement. Les fouilles de 1958-1959 ont permis d'y découvrir cinq armatures tranchantes en silex.
La troisième allée funéraire est longue de 3,75 m pour 0,80 m de large. Elle est orientée selon un axe sud-est/nord-ouest. Elle est délimitée par quatre orthostates sur le côté gauche et de deux sur le côté droit.  Cet édifice n'a pas été fouillé lors de la campagne de 1958-1959 et Georges Tholin n'en donnait aucune précision autre que sa longueur.

### Les tumuli
Les deux tumuli sont en grande partie excavés. Le premier est orienté nord/sud et le second est/ouest. D'après le descriptif de Georges Tholin, le premier, d'une longueur de 4 m, conservait encore quelques dalles latérales en 1877, désormais disparues. Le second était beaucoup plus important (7 m de long pour 1,10 m de large).

### L'amas pierreux
Selon M. Humbert, il pourrait s'agir des ruines d'un monument mégalithique.

### Édifice disparu
Il n'est connu que par les notes et croquis de Georges Tholin. Situé un peu à l'écart des autres monuments, à environ 300 m à l'est, son descriptif correspond à celui d'une allée funéraire. D'une longueur totale de 6 m, sa largeur oscillait entre 0,80 m et 1,30 m. Il était délimité par dix orthostates latérales (sept à gauche et trois à droite) et une au fond formant chevet.